# Volkswagen Challenger 2004
Il Volkswagen Challenger 2004 è stato un torneo di tennis facente parte della categoria ATP Challenger Series nell'ambito dell'ATP Challenger Series 2004. Il torneo si è giocato a Wolfsburg in Germania dal 2 all'8 febbraio 2004 su campi in sintetico indoor.

## Vincitori

### Singolare
Michal Tabara ha battuto in finale  Florian Mayer con il punteggio di 6–4, 6–3

### Doppio
Robert Lindstedt /  Jean-Claude Scherrer hanno battuto in finale  Juan Ignacio Carrasco /  Josh Goffi con il punteggio di 6–2, 4–6, 7–6(5)